# Kasteel van Waleffe
Het kasteel van Waleffe (Frans: château de Waleffe) is een kasteel gelegen in de gelijknamige Belgische deelgemeente Les Waleffes in het noordwesten van de provincie Luik. Zowel het exterieur als het interieur van het kasteel in Lodewijk XIV-stijl zijn integraal bewaard gebleven en behoren tot het belangrijkste cultureel erfgoed van Wallonië.

## Geschiedenis
De bouwheer van het kasteel was de welgestelde Luikenaar Blaise Henri de Corte (1661-1734), kleinzoon van Jean Curtius, die in Luik een wapenimperium had opgebouwd en er onder andere het Hôtel Curtius had laten bouwen. Blaise Henri de Corte was eveneens munitiefabrikant, maar daarnaast krijgsheer en dichter. Hij erfde het kasteel van zijn moeder, Marguerite-Victoire d'Alagon, maar besloot het kasteel volledige opnieuw op te bouwen. De architect was de Fransman J. Verniole en het interieur werd ontworpen door Daniel Marot, die al enkele jaren werkzaam was aan het hof van Willem III van Oranje in Den Haag.
Het kasteel is al eeuwenlang in het bezit van dezelfde familie gebleven, de baronnen de Potesta de Waleffe.

## Beschrijving
Het complex omvat een kasteel in Lodewijk XIV-stijl, waarvan de bouw in 1706 begon. Het woongedeelte ligt centraal en wordt geflankeerd door twee zijvleugels, volgens een symmetrisch grondplan. Aan de zuidwestzijde trekt de markante, 32 meter hoge duiventoren van de kasteelhoeve de aandacht. Aan de andere kant van het kasteel ligt een kasteelhoeve in de vorm van een gesloten vierkantshoeve.
Het interieur van het kasteel is in originele staat geconserveerd met rijkversierde trappartijen, luxueus gemeubileerde salons, wandschilderingen en sierstucwerk van de Italiaan J.B. Luraghi, alles volgens het ontwerp van Daniel Marot.